# Bad Company
Bad Company (читается «Бэд Кампэни» - "Плохая компания") — британская супергруппа, созданная в ноябре 1973 года в Олбери, графство Суррей, певцом Полом Роджерсом, гитаристом Миком Ральфсом и барабанщиком Саймоном Кирком. Позже к ним присоединился басист Боз Баррелл. Питер Грант, который руководил рок-группой Led Zeppelin, также руководил Bad Company до 1982 года. Музыкальный стиль основан на сочетании хард-рока и блюз-рока.
Bad Company пользовалась большим успехом на протяжении 1970-х годов. Их первые три альбома, Bad Company (1974), Straight Shooter (1975) и Run with the Pack (1976), достигли пятерки лучших альбомных чартов как в Великобритании, так и в США. Многие из их синглов и песен, такие как «Bad Company», «Can’t Get Enough», «Good Lovin’ Gone Bad», «Feel Like Makin’ Love», «Ready For Love», «Shooting Star» и «Rock ’n’ Roll Fantasy» остаются основными вещами на радио классического рока — сертифицированные альбомы в США и тираж более 40 миллионов по всему миру.

## История группы
Bad Company была сформирована в 1973 году в Вестминстере (Лондон) из четырёх музыкантов: Пола Роджерса и Саймона Кирка (бывших участников группы Free), Мика Ральфса, бывшего гитариста группы Mott the Hoople, и Боза Баррела, который несколько лет перед этим был участником King Crimson. Менеджером группы стал знаменитый Питер Грант, занимавшийся менеджментом Led Zeppelin. 
В ноябре 1973 года группа записала свой дебютный одноимённый альбом, который вышел в свет в июне 1974 года и оказался на редкость успешным: он достиг #1 в Billboard 200, пять раз стал платиновым и занял #46 в списке самых коммерчески успешных дисков 1970-х годов. Альбом 25 недель находился в списке UK Albums Chart, войдя туда под номером 10 и достигнув #3 на второй неделе.
Синглы "Can't Get Enough" и "Movin' On" с этого альбома достигли #5 и #19
в Billboard Hot 100.
В апреле 1975 года группа выпустила второй альбом Straight Shooter, который повторил успех предыдущего: он достиг #3 и в Великобритании, и в США, причём в США стал платиновым. Этот альбом также породил два сингла-хита:
"Good Lovin' Gone Bad" (#36) и "Feel Like Makin' Love" (#10). 
Третий альбом Run with the Pack (1976) также достиг хороших позиций, но следующие два альбома Burnin' Sky (1977) и Desolation Angels (1979) оказались менее успешными. 
С момента основания и до распада в 1982 году (после выпуска шестого альбома Rough Diamonds) вокалистом группы был Пол Роджерс. В 1986 году группа собралась вновь, но место Пола Роджерса занял вокалист Брайан Хоу (другой участник группы, бас-гитарист Боз Баррел тоже вскоре вышел из проекта).
В 1994 году из-за творческих разногласий Хоу также ушел из группы, и его место занял Роберт Хёрт, певший в Bad Company в 1995—1997 годах. После этого в группу вернулся Роджерс, однако группа больше гастролировала, чем записывала новый материал, и последние релизы группы — в основном концертные альбомы или сборники.

## Дискография

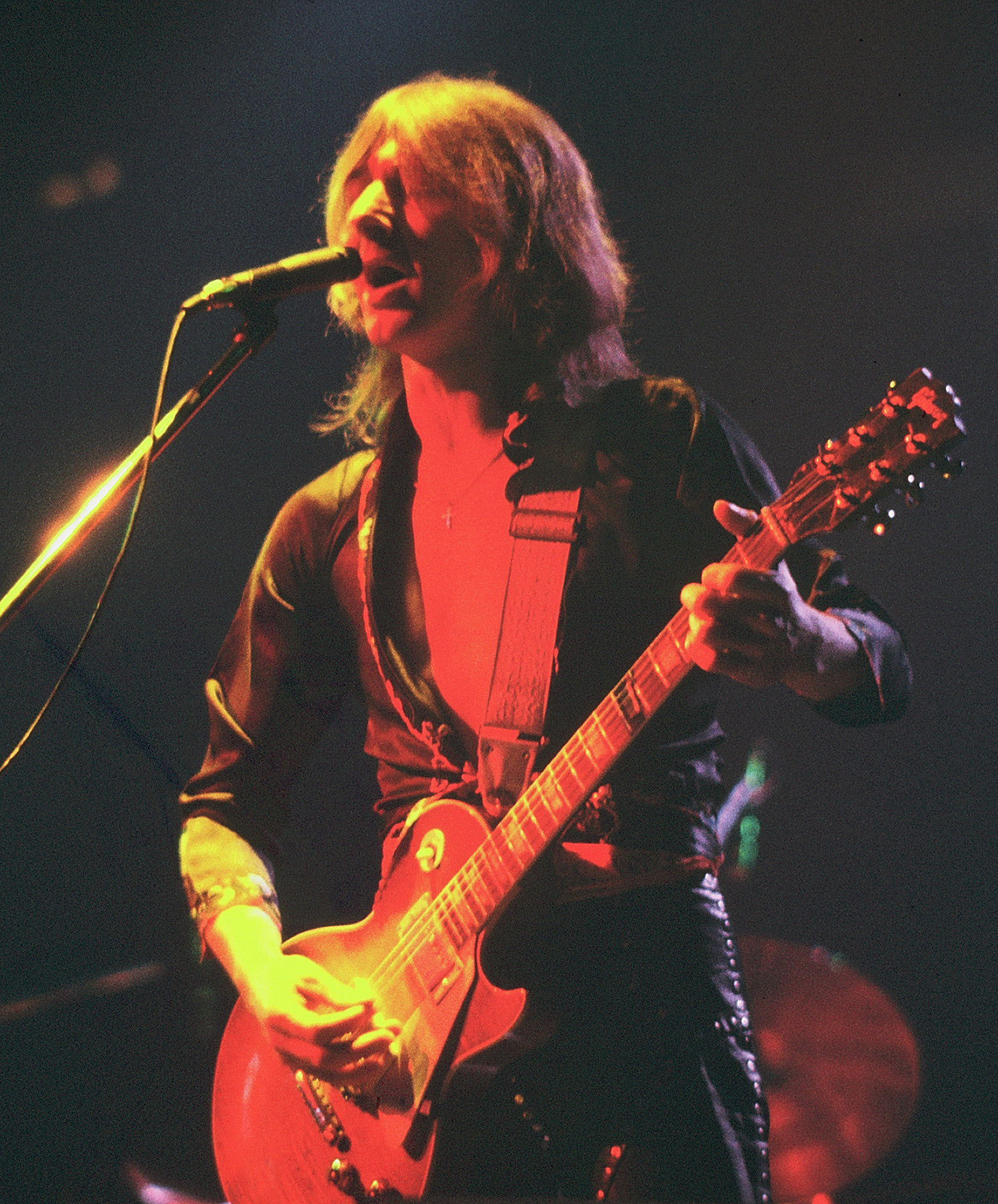
Майк Ралфс (1976)

### Студийные альбомы
- Bad Company (1974)
- Straight Shooter (1975)
- Run with the Pack (1976)
- Burnin' Sky (1977)
- Desolation Angels (1979)
- Rough Diamonds (1982)
- Fame and Fortune (1986)
- Dangerous Age (1988)
- Holy Water (1990)
- Here Comes Trouble (1992)
- Company of Strangers (1995)
- Stories Told & Untold (1996)

### Концертные альбомы
- What You Hear Is What You Get: The Best of Bad Company (1993)
- Live In New York 1992 (1996)
- In concert: Merchants of Cool (2002)
- Live in Albuquerque 1976 (2CD) (2006)
- Hard Rock Live 2008 (2010)
- Extended Versions (2011)
- Live At Wembley (2011)[9]

### Сборники
- 10 from 6 (1985)
- The Original Bad Company Anthology (2CD) (1999)
- Collection Of The Best Songs 1974-1999 (4CD) (2011)

### Видеоальбомы
- In concert: Merchants of Cool (2002)
- Inside Bad Company 1974-1982 (2005)

## Участники группы
- Пол Роджерс — вокал, ритм-гитара, клавишные (1973–1982, 1998–1999, 2001–2002, 2008 – настоящее время)
- Саймон Кирк — ударные, бэк-вокал (1973–1982, 1986–1999, 2001–2002, 2008 – настоящее время)
- Ховард Лиз — соло-гитара, бэк-вокал (2008 – настоящее время), ритм-гитара (2008–2016)
- Тодд «Бо» Браннинг — бас-гитара, бэк-вокал (2012 – настоящее время)